# Erythrodiplax luteofrons
Erythrodiplax luteofrons är en trollsländeart som beskrevs av Santos 1956. Erythrodiplax luteofrons ingår i släktet Erythrodiplax och familjen segeltrollsländor. Inga underarter finns listade i Catalogue of Life.